# 松田章一
松田 章一（まつだ しょういち、1936年 - ）は、日本の劇作家。

## 略歴
石川県辰口町生まれ。金沢大学法文学部卒業後、金沢大学附属高等学校教諭、副校長、金沢学院東高等学校副校長、同校校長、金沢学院短期大学教授、2005年4月から金沢ふるさと偉人館館長、2011年10月から鈴木大拙館館長（2015年3月まで）。
北陸新協五十周年記念のために書いた「島清、世に敗れたり」で、1983年度の文化庁舞台芸術創作奨励特別賞を受賞。1985年、劇団昴、演劇集団 円（片岡弘貴、島村佳江、仲谷昇ら）が合同公演し、翌年文化庁移動芸術祭作品として、西日本を巡回公演した。1999年、石川県文化功労賞受賞。
「花石榴」「酸いも甘いも」「雛納い」「白梅は匂へど…」など鏡花劇場の上演台本を書くと共に、劇団「円」のために書き下ろした「芭蕉落柿舎日記」（仲谷昇主演）がある。また1997年に「戯曲集　和菓子屋包匠他」で第24回泉鏡花記念金沢市民文学賞を受賞。

## 著書
- 『コスモスの村』金沢大学教育学部付属高等学校演劇部脚本刊行実行委員会　1982
- 『島清、世に敗れたり 二幕六場 北陸新協五十周年記念公演上演台本』1983
- 『松田章一脚本集』門土社総合出版　1987　高校演劇叢書
- 『直道の人 温かき仏者高光大船』北國新聞社出版局　1997
- 『和菓子屋包匠 他 松田章一戯曲集』十月社　1997
- 『暁烏敏 世と共に世を超えん』松任市 1997-98
- 『暁烏敏の挑戦』北國新聞社出版局 2005 十方叢書
- 『よいっつぁん夢は大きく 台湾の「ダムの父」・八田與一』谷内正遠版画　北國新聞社 2007 ふるさと偉人絵本館 金沢市立ふるさと偉人館監修